# Braunhäuser Tunnel
Der Braunhäuser Tunnel war ein Eisenbahntunnel im Zuge der Bahnstrecke Frankfurt–Göttingen, der in Vorbereitung der Elektrifizierung der Strecke 1961/62 geschlitzt wurde.

## Geografische Lage
Der Tunnel lag im Bereich von Streckenkilometer 174,40–174,70 der zweigleisigen, elektrifizierten Bahnstrecke Frankfurt–Göttingen in der Gemarkung von Braunhausen, heute ein Stadtteil von Bebra, im hessischen Landkreis Hersfeld-Rotenburg. Der Tunnel befand sich unmittelbar nordwestlich der die Eisenbahnstrecke überquerenden Straßenbrücke der vom südlichen Ortsausgang Braunhausens kommenden Nebenstraße „Im Sambach“.

## Technische Parameter
Der Tunnel war 293 m lang. Die Strecke verlief hier in engen Bögen mit bis zu einem Halbmesser von 410 m, sowohl vor als auch im Tunnel. Beide Gleise teilten sich eine Röhre. Der Gleismittenabstand betrug nach den Standards zur Zeit der Eröffnung der Strecke 3,50 m.

## Geschichte
Der Braunhäuser Tunnel wurde von 1873 bis 1875 errichtet, Vorarbeiten begannen bereits 1872, und ging 1875 mit dem Streckenabschnitt Bebra– Eschwege West in Betrieb.
Wegen der großen Bedeutung der Strecke für den Fernverkehr in der Bundesrepublik Deutschland beabsichtigte die Deutsche Bundesbahn schon Anfang der 1950er Jahre, die Strecke – zumindest südlich von Göttingen – zu elektrifizieren. Allerdings zogen sich die Verhandlungen über die Finanzierung des Vorhabens hin und es dauerte bis zum Ende des Jahrzehnts, bevor das angegangen werden konnte. Für den Braunhäuser Tunnel bedeutete die Elektrifizierung das Ende, denn die dann möglichen höheren Geschwindigkeiten machten die Bogenradien im und an beiden Enden des Tunnels zum betrieblichen Hindernis. Der Tunnel sollte deshalb geschlitzt und die Strecke hier begradigt werden. Die Arbeiten fanden von Oktober 1961 bis Juni 1962 statt und erfolgten bei eingleisigem Betrieb „unter dem rollenden Rad“. Dazu wurde das Gleis im Tunnel eingehaust, anschließend von einem Ende her das Deckgebirge bis auf die Tunnelinnenverkleidung abgetragen, diese anschließend abgerissen und so das Gleis freigelegt. Der Vorgang erwies sich als schwieriger durchzuführen als geplant: Da die Stabilität der neu entstehenden Böschungen sich gegenüber den ursprünglichen Berechnungen als geringer erwies, musste im laufenden Bau die Hangneigung weiter verringert werden. Am 18. Mai 1962 kam es nach längeren Regenfällen sogar zu einem massiven Erdrutsch, nach dem die Strecke für mehrere Tage gesperrt werden musste. Letztendlich wurden statt einer halben eine ganze Million Kubikmeter Erde und Gestein abgetragen. Anschließend wurde die Strecke auf leicht verschwenkter Trasse, um die Bögen zu verflachen, wieder aufgebaut und für den elektrischen Betrieb vorbereitet, die neuen Böschungen beiderseits der Strecke mit Bäumen und Büschen bepflanzt. Im Frühjahr 1963 begann der elektrische Betrieb.
Heute zeugen nur noch ein Portalfragment und ein aus Steinen des ehemaligen Südportals errichtetes Denkmal vom Tunnel – letzteres trägt die Inschrift „1873–1875 – Braunhäuser Tunnel – abgetragen 1962“.